# Radøy
Radøy és un antic municipi situat al comtat de Hordaland, Noruega. Té 5.077 habitants (2016) i la seva superfície és de 111,45 km². El centre administratiu del municipi és el poble de Manger.